# Czerwone Brygady – Unia Bojowników Komunistycznych
Czerwone Brygady Unia Bojowników Komunistycznych (wł.  Brigate Rosse – Unione dei Comunisti Combattenti, BR-UCC) – włoska organizacja terrorystyczna.  

## Historia
Powstały w 1986 roku. Jej twórcami byli rozłamowcy z organizacji Czerwone Brygady – Walcząca Partia Komunistyczna (rozłam w 1985 roku). Do 1988 roku zostały rozbite przez policję.

## Ideologia
Były formacją leninowską. Ich celem było wywołanie we Włoszech powszechnej rewolucji.